# Hieronim Wietor
Hieronim Wietor (Hieronymus Vietor, właśc. Hieronymus Büttner; ur. ok. 1480 w Lubomierzu, zm. 1546 lub 1547 w Krakowie) – drukarz, działający w Wiedniu i Krakowie, uznawany za najwybitniejszego z polskich drukarzy I połowy XVI wieku.
Pochodził ze Śląska, w latach 1497–1507 przebywał w Krakowie, studiując na tamtejszym uniwersytecie, gdzie uzyskał stopień bakałarza. Zajmował się wówczas także introligatorstwem i księgarstwem, poznał również drukarstwo. W 1507 roku wyjechał do Wiednia, gdzie, działając samodzielnie lub w spółce, prowadził drukarnię. Związał się ze środowiskiem tamtejszych humanistów, zarazem cały czas utrzymywał kontakty z Krakowem. W 1517 roku powrócił do tego miasta, gdzie założył własną oficynę, którą prowadził do śmierci.
Drukarnia Wietora stała na bardzo wysokim poziomie, wręcz niespotykanym dotąd w Polsce, wprowadzając renesansowe wzory w zakresie edytorstwa, jak i innych metod działalności. Wydawała dużo tekstów humanistycznych, propagując ten ruch, tym bardziej że jej właściciel obracał się w kręgach naukowo-literackich Krakowa, podzielających idee nowego nurtu. Wietor odegrał również dużą rolę w upowszechnieniu literatury polskiej, drukował bowiem wiele tytułów w języku polskim. Wydał też pierwsze drukowane teksty i książki po węgiersku. Pracował również na zlecenie dworu królewskiego, Zygmunt I Stary nadał mu tytuł „drukarza kancelarii królewskiej”.
Po śmierci Wietora oficynę przejęła wdowa po nim, Barbara, a następnie Łazarz Andrysowicz, dając początek Drukarni Łazarzowej.

## Życiorys

### Pochodzenie
Urodził się po 1480 roku w Liebenthal, w granicach księstwa jaworskiego. Był synem Augustyna. Miał dwóch braci – Benedykta (zm. 1523 w Wiedniu) i Materna, proboszcza w bliżej niezidentyfikowanej miejscowości Siefershau.
Jego rodowe nazwisko, którego rzadko używał, brzmiało Büttner („bednarz”), zapisywane było także jako Pinder lub Binder. Od czasów pobytu w Wiedniu posługiwał się zlatynizowaną formą tego nazwiska – Vietor. Czasem używał także przydomku Philovallensis, od łacińskiej nazwy rodzinnego miasta. Wcześniej notowano go również pod mianem Ieronimus (Jeronim) de Liebenthal (lub de Leben). Znany też był pod mianami Doliarius, Doliator, Silesitanus.

### Młodość w Krakowie
Wietor wyjechał do Krakowa, z miastem tym związał się na dłuższy czas, choć nie wiadomo dokładnie kiedy tam osiadł. W semestrze zimowym roku 1497 rozpoczął studia na Uniwersytecie Krakowskim. Dwa lata później uzyskał stopień bakałarza sztuk wyzwolonych. W księgach rektorskich notowany był w latach 1504–1508 w związku m.in. z karą za pobicie, wyegzekwowaniem przez niego należności za książkę, poświadczaniem umowy. Najprawdopodobniej z powodów materialnych zajął się introligatorstwem (działał na tym polu co najmniej do 1505 roku), jak również pobocznie drukarstwem. Ten drugi fach poznał najpewniej w oficynie Jana Hallera, jednak nie jest pewne, gdzie zdobył umiejętności w sztuce druku. Być może działał też jako księgarz, niewykluczone, iż sprowadzał do Krakowa książki Alda Manucjusza – przypisuje mu się pośredniczenie w ich przesłaniu między weneckim drukarzem a nauczycielem greki, Constanzo Claretti de Cancellieri, w 1507 roku.

### Działalność w Wiedniu

#### Przyjazd i oficyna
Po lipcu 1508 roku Wietor opuścił Kraków, najprawdopodobniej nie mogąc skutecznie konkurować z Hallerem, i wyjechał do Wiednia. Tam zaangażował się w produkcję i sprzedaż książek, początkowo w charakterze nakładcy, a potem jako drukarz i księgarz.
Swój pierwszy druk – Panegyrici ad. d. Ladislaum et s. Stanislaum Pawła z Krosna z datą 4 czerwca 1509 roku – wytłoczył w oficynie Johanna Wirtenburga. Następnie założył własny warsztat, z którego wyszło osiem druków, po czym (zapewne po kilku miesiącach) zawarł spółkę z Johannesem Singreniusem. Ich wspólna oficyna była dobrze wyposażona, posiadała nawet (od 1511 roku) czcionki greckie, najpewniej w formie wstawek drzeworytnicznych. Położona była na wiedeńskim Fleischmarkt, naprzeciw klasztoru św. Wawrzyńca. Wsparcie finansowe całemu przedsięwzięciu zapewniali bracia Leonard i Lucas Alantsee, właściciele wielkiej firmy nakładczo-księgarskiej. Spółka przetrwała do grudnia 1514 roku, kiedy to obaj drukarze założyli własne oficyny. Ta Wietora mieściła się w budynku przy Weihenburggasse, należącym do wydziału medycznego Uniwersytetu Wiedeńskiego. Prowadził tam także księgarnię.

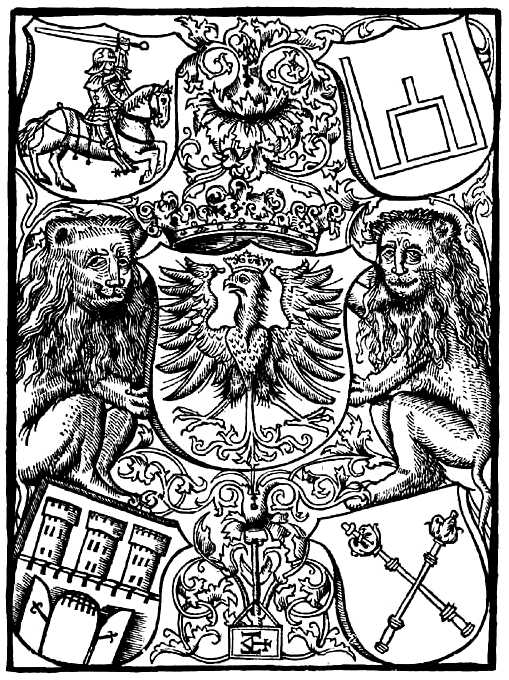
Strona z Dialogus Philosophie de ritu omni verborum venustate editus, wydrukowanego przez Wietora w Wiedniu w 1513 roku. W środkowej dolnej części (poniżej herbu Polski) widnieje mały, umieszczony poziomo, monogram drukarza.

#### Repertuar wydawniczy
W Wiedniu Wietor tłoczył głównie dzieła antycznych autorów (m.in. Platona, Persjusza, Cycerona, Pindara, Diodora, Salustiusza, Horacego, Katullusa, Owidiusza, Stacjusza). Wynikało to z ożywionych kontaktów z tamtejszymi humanistami, Joachimem Vadianem, Ryszardem Bartholinusem i Kasparem Ursinusem. Wydawał także prace współczesnych sobie uczonych, jak Vadian czy Johannes Reuchlin, oraz żyjących wcześniej, których łączyło przejęcie ideami humanizmu – byli to m.in. Rudolf Agrykola Starszy, Leonardo Bruni, Guarino da Verona, Pico della Mirandolla, Angelo Poliziano. Dla Johannesa Cuspiniana, wiedeńskiego humanisty, wytłoczył ekslibris. Od 1514 roku współpracą literacką służył mu Rudolf Agrykola młodszy, który, podobnie jak inni pisarze, w przedmowach do kolejnych druków podkreślał jego mistrzostwo, pilność i pracowitość, ceniąc całą działalność.
Druki Wietora z tego okresu charakteryzowały się wysokim poziomem estetycznym. Winiety umieszczał najczęściej na kartach tytułowych, zaś sygnet drukarski (tarcza z monogramem HV) na końcu woluminu. Jak wynika z badań, pracowali dla niego wszyscy wybitniejsi graficy ówczesnego Wiednia. Wytłaczane przez niego książki nie miały jednak dużej objętości, najczęściej był to format quarto o niewielkiej liczbie arkuszy. Między 1510 a 1517 rokiem Wietor wydał 123 tytuły, z czego 43 samodzielnie, a 80 w spółce z Singreniusem.

#### Kontakty z Krakowem
Przez cały ten czas drukarz utrzymywał kontakty z Krakowem, zaś szczególnie ożywione ze swym bratem ciotecznym, Markiem Szarffenbergiem, księgarzem i nakładcą. Niewykluczone, iż jeździł do stolicy Królestwa Polskiego (tamtejsze księgi miejskie notują jego nazwisko w roku 1512), natomiast Szarffenberg bywał u niego w Wiedniu, posyłał też mu książki do druku. Pośród wydawanych przez Wietora tytułów przewijają się teksty polskich autorów, wiele spośród nich zdobią drzeworyty o polskiej tematyce lub herby Polski, Litwy, Krakowa, znaki Uniwersytetu Krakowskiego czy podobizny św. Stanisława. Poprzez to, jak również liczne dedykacje, najpewniej starał się zwrócić na siebie uwagę króla Zygmunta I oraz dostojników duchownych i świeckich. Zabiegał też o zlecenia krakowskiej uczelni, tak by utorować sobie drogę do uzyskania przywileju druku w tym mieście. Wysunięto też przypuszczenie, iż Wietor już w 1510 roku miał swoją księgarnię w Krakowie, czego świadectwem miała być edycja traktatu Parvulus philosophiae naturalis Jana Stobniczki, ozdobiona polskimi herbami i wizerunkiem św. Stanisława. W rzeczywistości jednak było to wydawnictwo przeznaczone dla studentów krakowskiego uniwersytetu. Spośród jego produkcji wyróżniają się dwa teksty, zadedykowane Zygmuntowi I, wytłoczone w 1515 roku: mowa Joachima Vadiana Oratio coram invictissimo Sigismundo rege Poloniae (z wierszem Jana Dantyszka) i Odeporicon... Matthaei S. Angeli Cardinalis, praca Ryszarda Bartholinusa, w której monarcha ten był wielokrotnie wspominany. Oba druki, z których ten drugi uważany jest za najpiękniejszy z jego dorobku tego okresu, Wietor osobiście przekazał władcy, gdy ten uczestniczył w zjeździe wiedeńskim.

#### Wyjazd i dalsze losy oficyny
W 1517 roku, być może pod koniec tego roku, drukarz, prawdopodobnie za namową Marka Szarffenberga, opuścił Wiedeń i osiadł w Krakowie. Nie wiadomo, co się stało z jego księgarnią, natomiast drukarnia dalej funkcjonowała. Wietor kierował nią za pośrednictwem brata Benedykta (do 1523), a później przez różnych zastępców. Jej produkcja gwałtownie spadła: w 1518 roku wytłoczono tylko 2 tytuły, zaś między 1528 a 1532 – zaledwie 10. W 1531 roku drukarz przekazał ją na własność swojemu synowi, Florianowi. Gdy ten jednak zmarł w następnym roku, oficyna przestała istnieć.

### Działalność w Krakowie

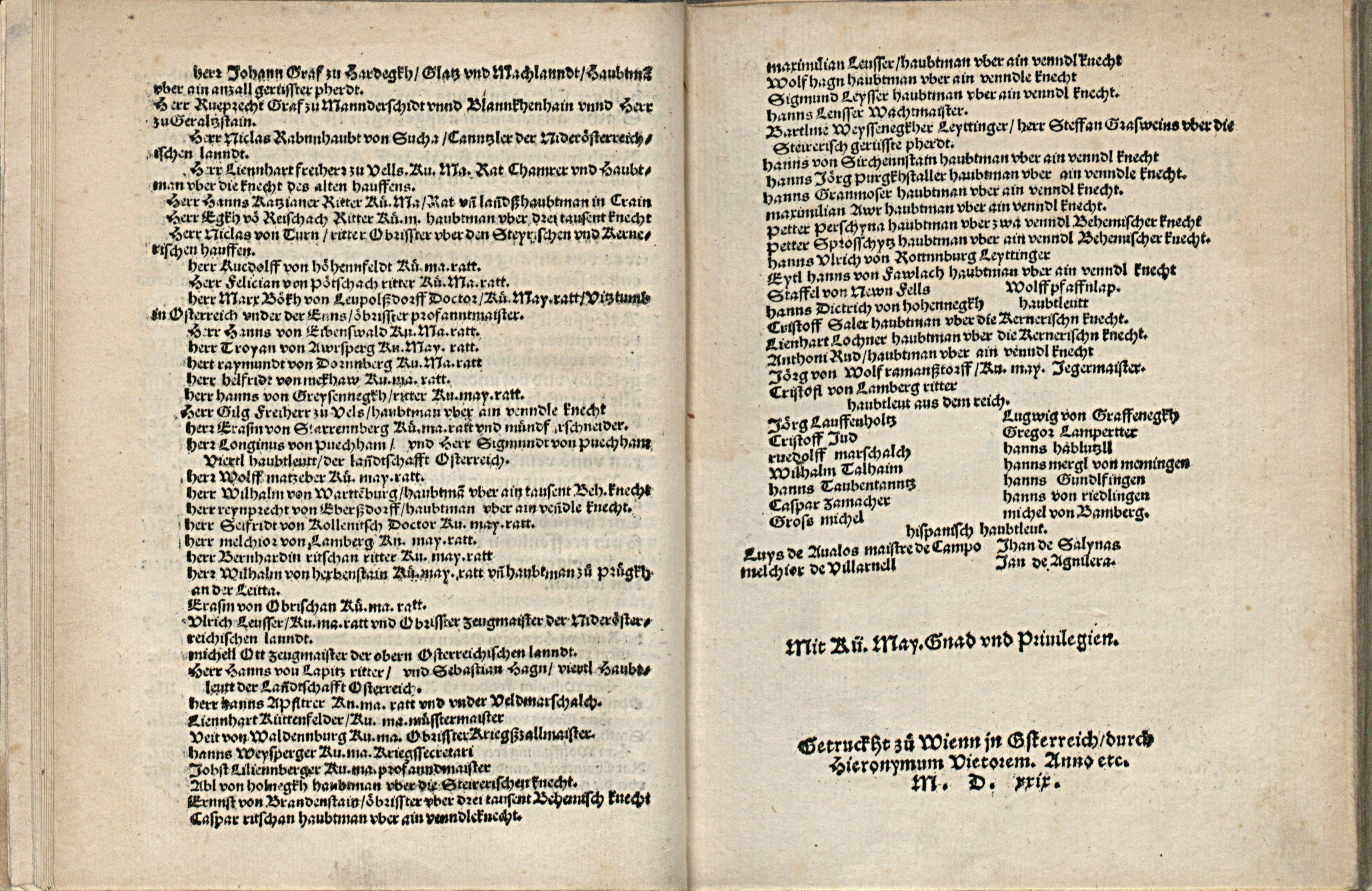
Druk wiedeńskiej oficyny Wietora z 1529 roku, jego stopka wydawnicza widoczna po prawej, u dołu strony

#### Charakterystyka ogólna
W Krakowie drukarz rozwinął szeroką działalność. Osobiście kierował warsztatem, który pod względem technicznym pracował na wzór zachodni, osiągając poziom niespotykany dotąd w drukarstwie w Polsce. Dysponował kilkoma rodzajami czcionek oraz bogatym zasobem dobrych drzeworytów, częściowo zagranicznych. Wydawał pisma urzędowe, dzieła autorów antycznych, jak i humanistów polskich oraz obcych, prace profesorów uniwersytetu, a także utwory religijne, statuty diecezjalne czy księgi liturgiczne. Drukował głównie po łacinie, ale także w języku polskim – idąc śladem Floriana Unglera i wnosząc wielkie zasługi dla rozwoju literatury w tym języku – oraz niemieckim, greckim i węgierskim.

#### Początki oficyny i jej siedziby
Początkowo współpracował z Szarffenbergiem, być może wspólnie zabiegali o przełamanie monopolu Hallera. Niewykluczone jednak, że drukarz przybył z Wiednia już po ograniczeniu uprzywilejowanej pozycji tego ostatniego, gdy w Krakowie mogła zaistnieć nowa oficyna. W 1518 roku założył warsztat drukarski, który prowadził do końca życia, początkowo mieszczący się w domu Szarffenberga przy ulicy Św. Anny. Krewni nadal blisko ze sobą współpracowali, tak, że niekiedy drukarnię traktowano jako ich wspólne przedsięwzięcie. Jednak była to własna działalność Wietora, zaś Szarffenberg pozostał jego głównym nakładcą do 1525 roku.
Z upływem czasu drukarnia zmieniała siedzibę. Z domu Szarffenberga Wietor przeniósł ją do wynajętych pomieszczeń przy ulicach św. Jana (1522) i Brackiej, zaś ostatecznie w 1535 roku ulokował we własnym domu przy Gołębiej. Podawano także, iż swoją oficynę uruchomił w 1518 roku w obrębie miasta Kazimierz, w wieży przy Bramie Skawińskiej, gdzie miał też założyć papiernię. W rzeczywistości, w początkowym okresie działalności, planował otworzyć tam papiernię na wydzierżawionym placu, lecz nigdy nie zrealizował tego zamiaru – zezwolenie na założenie jej (i drukarni) otrzymał w 1522 roku, ale nie wykorzystał go.
Pierwszy druk „krakowski” wytłoczył, jak się wydaje, w marcu 1518 roku. Było to dzieło Erazma z Rotterdamu Querela pacis. Następnie z jego oficyny wyszedł szereg panegiryków, napisanych przez różnych autorów z okazji przyjazdu do Krakowa Bony Sforzy i jej ślubu z Zygmuntem I. Wietor rozpoczął działalność z rozmachem: w ciągu tego jednego roku wydrukował 26 tytułów, zaś w następnym (1519) – 19. W obu przypadkach było to większa produkcja niż drukarni Jana Hallera, który pozostał głównym konkurentem przybysza z Wiednia do swej śmierci (1525), a dystansował go jedynie pod względem liczby arkuszy. W pierwszych latach Wietorowi ułatwiały prowadzenie interesu zamówienia nakładców: Rafała Maleczyńskiego (na statuty diecezji łuckiej, 1519), Jana Bajera (Boiusa), ale też konkurenta Hallera, oraz przede wszystkim Szarffenberga, który mocno go wspierał, m.in. w 1519 roku uzyskał zamówienie od biskupa Piotra Tomickiego na druk 500 brewiarzy dla diecezji przemyskiej (nie wiadomo jednak, czy zostało zrealizowane). Po upływie ośmiu lat sytuacja finansowa Wietora na tyle się umocniła, iż współpraca z nakładcami przestała odgrywać tak ważną rolę.

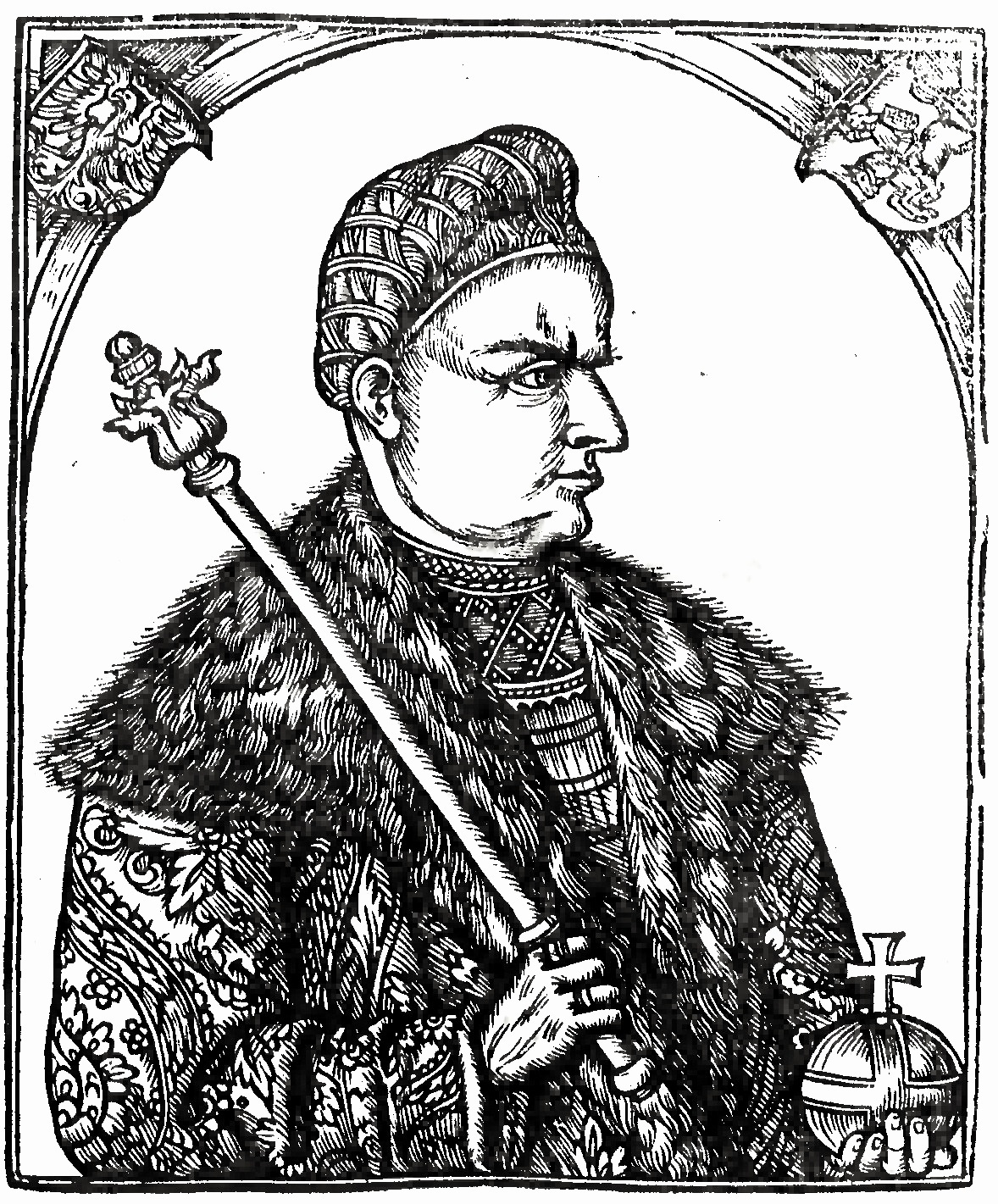
Podobizna króla Zygmunta I, ze zbioru Statuta Sigismundi I, drukowanego przez Wietora

#### Drukarz królewski
Od samego początku zabiegał o nawiązanie kontaktów z dworem monarszym i pozyskanie zamówień na wytłaczanie druków urzędowych, upatrując w nich pewne źródło dochodów. Pośrednikiem w tych działaniach był Jost Ludwik Decjusz. Najprawdopodobniej już edykt Zygmunta I z 24 czerwca 1518 roku i konstytucje sejmu 1519 roku zostały powielone przez oficynę Wietora. Natomiast w 1523 lub na początku 1524 roku otrzymał przywilej zezwalający mu na wytłoczenie Statuta Sigismundi I, zbioru konstytucji z lat 1509–1523. Ostatecznie dochodowe druki urzędowe wytłaczał do końca życia, ponadto zyskał tytuł „drukarza królewskiego” („drukarza kancelarii królewskiej”; łac. calcographus regius, cancellariae regiae calcographus, typographus regius), nadany najpewniej około 1527 roku, który umieszczał na swoich drukach. Za swoje zasługi otrzymał od monarchy, wedle dokumentu z 4 października 1532 roku, plac przy ulicy Gołębiej, za Bursą Jerozolimską, gdzie zbudował sobie drewniany dom, w którym działała jego oficyna.

#### Repertuar wydawniczy
Poza drukami urzędowymi produkcja oficyny Wietora miała bardzo zróżnicowany charakter. Realizowała popłatne zamówienia kościelne, wydając księgi liturgiczne i statuty synodalne, m.in. statuty diecezji łuckiej (1519), brewiarz diecezji krakowskiej (1524, wspólnie z Hallerem i Szarffenbergiem), rubrycele tej diecezji (1539–1546), brewiarz diecezji włocławskiej (1543). Początkowo, do 1524 roku, wytłaczała również gramatyki Donata oraz scholastyczne traktaty i komentarze do Arystotelesa. W późniejszych latach takie pozycje przestały wychodzić z tej oficyny.

##### Teksty humanistyczne
Ważne miejsce w działalności Wietora, nadające główny charakter jego produkcji, miało wydawanie dzieł antycznych i humanistycznych, na potrzeby środowiska umysłowego Krakowa, związanego głównie z uniwersytetem, przejętego nowymi ideami i zainteresowaniem starożytnością. Z dzieł autorów antycznych drukował pisma Cycerona, Liwiusza, Horacego i Marcjalisa, ponadto łacińskie tłumaczenie utworu Batrachomyomachia pseudo-Homera oraz Amor fugitivus, poemat przygodowy Moschosa (1524), który był pierwszą w Polsce książką wydaną w całości po grecku.
Spośród zagranicznych humanistów szczególne miejsce zajmował Erazm z Rotterdamu. W ciągu lat 1518–1530 (razem z 1542) wydał ogółem 24 edycje jego dzieł. Wietor jako pierwszy w Polsce zaczął go drukować, przy czym ograniczył się do pomniejszych prac (religijno-moralistycznych i podręcznikowych, służących nauce poprawnej łaciny) oraz słynnego listu humanisty do króla Zygmunta I, datowanego na 15 maja 1527 roku. Być może działał z własnej inicjatywy lub został zainspirowany przez kogoś z kręgu krakowskich wielbicieli Erazma. Niewykluczone, iż publikując tytuły z dorobku rotterdamczyka chciał pokazać nowatorstwo swojego warsztatu. Teksty do druku przygotowywali współpracujący z nim humaniści, lecz możliwe, iż niektórymi z nich zajmował się osobiście. Część z nich publikował bardzo szybko w stosunku do pierwodruków, na przykład traktat Lingua z sierpnia 1525 roku, w Krakowie wytłoczył już w styczniu następnego roku. Do pewnego momentu tylko Wietor wydawał pisma Erazma, z czasem podjęli się tego inni drukarze.
Poza Erazmem oficyna publikowała szereg prac i podręczników innych humanistów niemieckich i włoskich, m.in. Petrusa Mosellana, Franciszka Nigra, Valentina Ecka, Nicola Perottiego, Johannesa Despauteriusa, Vadiana, Johanna Lochera, Philippo Gundeliusa, Lodovica Bonamico, Pomponiusza Laetusa, Marco Antonia Sabellico, Ioannesa Camers Favorinusa czy Krzysztofa Hegendorffa. Ostatni z tych uczonych, który bywał w Polsce, swoje teksty drukował tylko u Wietora lub w Niemczech.
Spośród polskich humanistów, których teksty powielał jego warsztat, można wymienić Jana Dantyszka, Stanisława Hozjusza, Andrzeja Krzyckiego (tylko w latach 1522–1527), Jakuba Przyłuskiego, Marcina Kromera (wczesne prace do edycji listów św. Jana Chryzostoma włącznie), Andrzeja Frycza Modrzewskiego (De poena homicidii I i II, 1543 i 1545), Stanisława Orzechowskiego (Turcyki I i II, 1543 i 1544), Mikołaj Hussowczyka (wszystkie jego utwory wyszły z tej oficyny) oraz osiadłych w Polsce Piotra Roizjusza i Josta Decjusza. Ten ostatni od początku działalności Wietora w Krakowie patronował mu, powierzając do druku własne prace, jak i kronikę Macieja z Miechowa.
Poza tekstami humanistycznymi w repertuarze oficyny znalazły się także trzy traktaty medyczne Benedykta Solfy, kilka prac spośród pism Hipokratesa w opracowania Piotra Vedelciusa z Obornik, De generatione embronis Awicenny, jak i szereg panegiryków z okazji ślubu króla Zygmunta Augusta z Elżbietą Habsburżanką w 1543 roku.

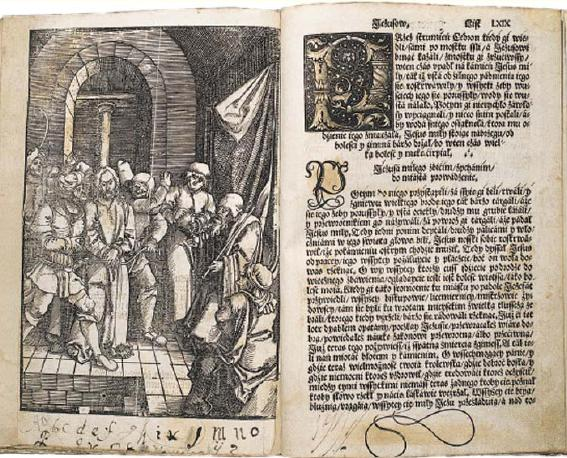
Żywot Pana Jezu Krysta z oficyny Wietora (1522)

##### Druki polskie

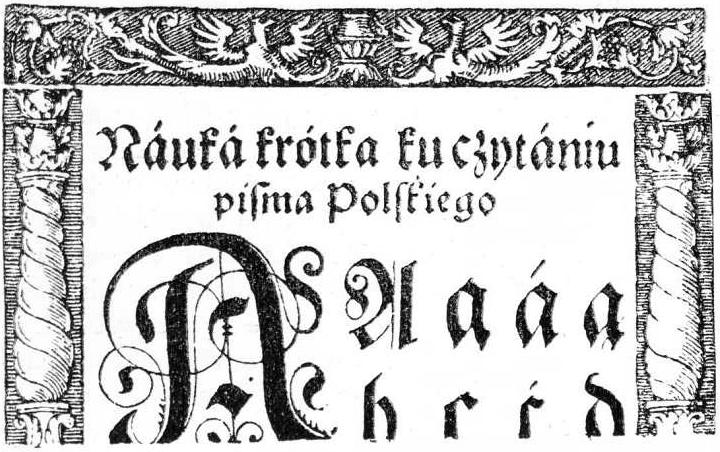
Jeden z pierwszych polskich elementarzy: „Nauka krótka ku czytaniu pisma polskiego”, wydrukowana przez Wietora w roku 1539 w Krakowie (reprint z Królewca, około 1570)

W swojej drukarni Wietor wydawał także literaturę religijną i popularną w języku polskim. Na tym polu wykazał sporą inicjatywę, starając się skupić wokół siebie pisarzy i bakałarzy uniwersyteckich, których zachęcał do przygotowywania przekładów tytułów uznawanych za najbardziej poczytne. Jednocześnie część tekstów przejął z warsztatu Floriana Unglera. W ten sposób współpracowali z nim Biernat z Lublina, Jan z Koszyczek, Andrzej Glaber, Hieronim z Wielunia czy Baltazar Opeć. Pierwszą wydrukowaną po polsku przez Wietora książką był Żywot św. Anny (1520), w przekładzie Jana z Koszyczek, a kolejnymi m.in. Rozmowy, które miał król Salomon z Marchołtem grubym a sprośnym (1521, przeł. Koszyczek) oraz Żywot Pana Jezu Krysta (1522), tłumaczenie i zarazem przeróbka łacińskiego Meditationes vitae Christi pseudo-Bonawentury, dokonane przez Opecia. Sprzedaż literatury religijnej dawała spore dochody, stąd też drukarz Rozmowy... wznawiał do 1541 roku co najmniej pięć razy, zaś Żywot... wytłoczył ponownie w 1538 roku. Chcąc zdobyć przewagę nad konkurencją wystarał się, zapewne z pomocą protekcji Krzyckiego, o przywilej wyłączności druku Żywotu... oraz wszelkich publikacji ogłoszonych i zamierzonych przez władze kościelne, na okres 10 lat, który otrzymał od biskupa Tomickiego w 1527 roku.
Pośród innych tłumaczeń, które wyszły z jego oficyny, znalazło się także dzieła Erazma Lingua (Księgi, które zową język, 1542) czy też mniej poważna praca – czeska książka kucharska Pawła Seweryna (wydana między 1535 a 1547). Poza tłumaczeniami swoje wczesne dialogi po polsku drukował u niego Mikołaj Rej.
Wietor wydawał także wielojęzyczne podręczniki, słowniki czy gramatyki, służące także nauce języka polskiego, jak również samouczki łacińsko-polsko-niemiecko-węgierskie. Sporą popularnością cieszył się samouczek polsko-niemiecki, opracowany przez Nikla Szelnera z Wrocławia, pod tytułem Polskie książeczki wielmi potrzebne ku uczeniu się polskiego, przy tym i po niemiecku wyłożone, który wydrukował po raz pierwszy w 1539 roku. Wznowił go około 1541 roku oraz w trzy lata później – wówczas w wersji skróconej jako Nauka cudna a krotko wypisana ku uczeniu się Niemcowi Polskiego a Polakowi Niemieckiego.

##### Druki węgierskie
Poza literaturą polską drukarz był również pionierem produkcji książek węgierskich, wytłaczanych głównie z myślą o licznych studentach tej narodowości z Uniwersytetu Krakowskiego, jak również w celu sprzedaży za granicę. Pierwsze na świecie drukowane teksty po węgiersku wyszły właśnie z jego oficyny (1527). Były to dodatki, opracowane przez Jánosa Sylvestra, do Rudimenta grammaticus Donati Hegendorfa oraz Puerilium colloquionem formulae Sebalda Heydena. Podobne aneksy pojawiały się w kolejnych łacińskich wydawnictwach, aż w 1533 roku Wietor wydał pierwszą drukowaną książkę w całości po węgiersku: Listy św. Pawła w tłumaczeniu Benedeka Komjáthy’ego. Kolejne tytuły w tym języku, stanowiły już teksty własne węgierskich autorów, w tym i tych związanych z reformacją – De Christo et eius ecclesia Imre Ozoraiego (dwa wydania w 1535), kancjonał Istvána Gálszécsiego (1536 i 1538) czy prace Matyasa Dévai m.in. Orthographia Ungarica. Z racji wydrukowania łącznie około 14 pozycji węgierskich, Wietora uznaje się za głównego wydawcę literatury w tym języku swoich czasów. Wiele tytułów finansowali możnowładcy madziarscy, jak choćby przedstawiciele rodu Perényich, z którym drukarz utrzymywał kontakty od czasów wiedeńskich.

#### Wyposażenie i organizacja oficyny
Wietor dysponował dobrze wyposażoną oficyną, część zasobu typograficznego pochodziła z jego wiedeńskiej drukarni. Spośród czcionek posługiwał się antykwą Jensona i kursywą Manucjusza, w drukach polskich najnowszą niemiecką frakturą z Norymbergi (uzupełnianą o polskie znaki), a od początku lat. 30. – szwabachą. Wychodząc naprzeciw zapotrzebowań humanistów, używał także czcionek greckich (o nieustalonym pochodzeniu) i hebrajskich. Posługiwał się dwoma sygnetami drukarskimi. W pierwszym, używanym już w Wiedniu, widniał jego monogram. Natomiast drugi przedstawiał bożka Terminusa, otoczonego sentencjami w kilku językach – symbolem tym posługiwał się niekiedy także Erazm.

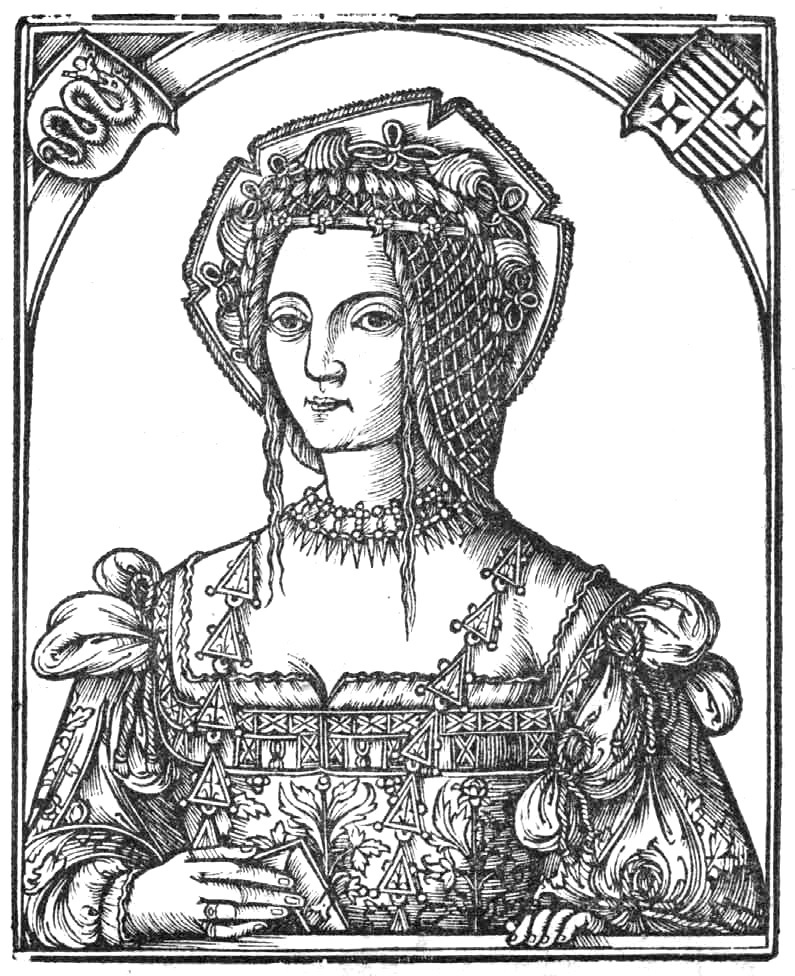
Królowa Bona, drzeworyt z pracy Decjusza, wydrukowanej przez Wietora

Poza tym dysponował bogatym zasobem drzeworytów, wykonanych estetycznie, na wysokim poziomie artystycznym. Część z nich pochodziła z Wiednia, część być może z Włoch, niewykluczone też, iż niektóre wyszły z jego własnej pracowni drzeworytniczej. Szczególnie dużo ilustracji umieszczał w drukach polskich. Pod tym względem najokazalej prezentował się Żywot Pana Jezu Krysta, ozdobiony całostronicowymi drzeworytami Hansa Schäuffeleina, znanymi z dzieła Speculum passionis Domini nostri Iesu Christi Udalryka Pindera. Spośród innych wydawnictw wiele dzieł Erazma wzbogacał o portret autora w otoku, inspirowany medalionem Quintina Metsysa, natomiast edycja kroniki Miechowity wyróżniała się imaginacyjnym pocztem władców polskich. Dołączona do niej praca historyczna Decjusza była zdobiona podobiznami Zygmunta Starego, Bony Sforzy i Zygmunta Augusta – wizerunki króla i królowej miały cechy zindywidualizowane, portretowe. Również zbiór Statuta Sigismundi I zawierał realistyczną podobiznę monarchy. Wietor walory estetyczne swoim książeczkom zapewniał nie tylko ilustracjami, ale także odpowiednią kompozycją kolumn tekstu i pięknym krojem stosowanych czcionek. Stosowane przez niego zdobnictwo zdradza wyraźnie wpływy drukarstwa Bazylei, a rozpowszechniało się w Krakowie z racji wypożyczania materiałów zdobniczych między oficynami. Dbał także o wykorzystywanie papieru dobrej jakości, sprowadzając go z podkrakowskich papierni w Mogile, Prądniku i Balicach.
Brak dokładnych informacji na temat organizacji oficyny, wysunięto przypuszczenie, iż dysponowała trzema lub czterema prasami drukarskimi, a pracowało w niej co najmniej 16 osób. Z nazwiska znanych jest kilku spośród czeladników Wietora, z lat 20. i 30. Jako doradcy literaccy i korektorzy współpracowali z nim, krócej lub dłużej, m.in. Agrykola młodszy, Leonard Coxe, Hozjusz, Sylvester, Hieronim z Wielunia, Walenty Thornalius Panonius, Walenty Polidamus, Franciszek Hymer, Benedek Abádi. Część z nich drukowała też u niego swoje własne prace. Korzystał także z doradztwa profesorów uniwersytetu.

#### Rywalizacja z konkurencją
Wietor łączył wykształcenie humanistyczne ze zmysłem kupieckim. Starał się otrzymywać intratne zamówienia i zdystansować swoich konkurentów, z których najpoważniejszym był Haller, a po jego śmierci, Maciej Szarffenberg. Dbał o staranne i estetyczne wykonanie tekstów i druk, książki opatrywał przedmowami oraz dedykacjami (po łacinie i po polsku), skierowanymi do protektorów czy wybranych czytelników, polecając im swoje wydawnictwa. Oprócz nich umieszczał także krótsze teksty – podziękowania i odezwy, w których opisywał okoliczności wytłoczenia tytułu, ale też informacje o niskiej cenie i zachęty do zakupu. Starał się pozyskiwać nowych klientów, na przykład podejmując się drukowania po węgiersku – w tym przypadku przed stratami finansowymi zabezpieczało go wsparcie mecenasów.
W swojej działalności stosował także nieuczciwe metody, typowe dla ówczesnych wydawców. Tak było w przypadku jego relacji z Janem Sandeckim. W 1522 roku przeciągnął go z oficyny Unglera do współpracy ze sobą. Doszło jednak między nimi do zatargu, gdy Sandecki spróbował własnej działalności. Tłem konfliktu była publikacja dochodowych kalendarzy astronomicznych. Sandecki uzyskał przywilej na ich druk i wytłoczył swoim nakładem u Wietora kalendarz na 1526 rok autorstwa Mikołaja z Szadka. Jednak Wietor wykorzystał protesty innych drukarzy i proces jaki wytoczyli Sandeckiemu (1525), by przejąć cały nakład oraz sam przywilej. Ostatecznie Sandecki musiał odstąpić jemu, ale i innym księgarzom, to co wydrukował. Poza tym utracił poparcie Andrzeja Krzyckiego, który do tej pory otaczał go opieką, ponieważ Wietor przekonał dostojnika, iż Sandecki nie da rady otworzyć własnego warsztatu.
Wietorowi zdarzało się wytłaczanie wyższego nakładu książki niż ten określony w umowie z autorem, tak by nadwyżkę sprzedać na własny rachunek. Takie było tło sporu z 1535 roku między nim a Mikołajem Jaskrem, który drukował u niego swoje łacińskie tłumaczenie zbioru prawa niemieckiego, na którego sprzedaż miał wyłączność. Ostatecznie zatarg został rozstrzygnięty polubownie (1537). Z kolei w 1538 roku nielegalnie wydrukował kalendarz astronomiczny, łamiąc przywilej wyłączności Macieja Szarffenbergera. Sprawa trafiła do sądu i musiał zapłacić odszkodowanie oraz oddać część nakładu. Wietor przedrukowywał też książki wydane przez inne oficyny. Tak robił z tytułami, który wychodziły z drukarni Singreniusa, choć być może w tym przypadku posiadał na to jego zgodę. W czerwcu 1540 roku Helena Unlgerowa oskarżyła Wietora (i Szarffenbergera) o przedruk na jej szkodę, oszacowaną na 500 złotych, Psałterza Walentego Wróbla, jednak z tej sprawy wyszedł bez żadnych konsekwencji. Dwa lata później z podobnymi zarzutami wobec niego przed sądem rektora i miejskim wystąpił Andrzej z Kobylina, autor oficjalnego kalendarza astronomicznego. Warsztat Wietora dwanaście razy (do 1550) wydawał Statuta Sigismudi I, ale zawsze z datą „1524”, co prawdopodobnie było formą obejścia królewskiego przywileju, który dawał drukarzowi prawo powielania tego zbioru, lecz tylko na okres tego roku.

#### Wobec reformacji
Wietor, któremu z racji humanistycznych zainteresowań nieobce były zagadnienia reformy Kościoła, utrzymywał kontakty z przedstawicielami polskiej reformacji, zapewne znał Andrzeja Trzecieskiego i jego otoczenie, jednak charakter tych relacji nie jest do końca jasny. W 1536 roku drukarz został aresztowany i uwięziony w ratuszu za sprowadzanie i kolportaż książek oraz obrazów, które uznano za obrażające wiarę katolicką. Być może chodziło o Epistula ad Henricum VIII Marcina Lutra lub przekład Biblii niemieckiego teologa z drzeworytami Cranacha. Wietor bronił się tłumacząc, iż nie znał treści sprowadzonych książek, ostatecznie proces o złamanie zakazów króla i biskupa nie zakończył się dla niego żadnymi poważniejszymi konsekwencjami, najpewniej w ogóle do niego nie doszło. Władze kościelne podejrzewały go jednak czasem o herezję, stąd przed sądem biskupim musiał złożyć wyznanie wiary, choć nie jest do końca jasne, kiedy miało to miejsce (1536 lub później). W 1545 roku poznał się bliżej z Bernardem Wojewódką, który przebywał w Krakowie z polecenia księcia Albrechta Hohenzollerna w misji dotyczącej uruchomienia drukarni w Królewcu. Nazwisko Wietora pojawiła się kilka razy w korespondencji Wojewódki z księciem, sam drukarz najpewniej osobiście wybrał się do Prus Książęcych, jednak nie zdecydował się na założenie filii własnej oficyny w Królewcu. W następnym roku wytłoczył, w formie druku ulotnego, tłumaczenie Psalmu 13, z nutami, autorstwa Wojewódki. Jednak w trakcie swojej działalności drukował także teksty potępiające reformację, od bulli Leona X po pisma humanistów.

#### Księgarnia
Prawdopodobnie Wietor zajmował się w Krakowie również księgarstwem. Wysuwano co do tego wątpliwości, opierające się na braku ścisłych informacji na temat jego sklepu czy straganu z książkami, jednak najpewniej prowadził księgarnię przy swojej drukarni. Za niewątpliwe uznaje się posiadanie przez niego w domu przy Gołębiej także księgarni sortymentowej. Mogło to być duże przedsięwzięcie: pewien przekaz podaje, iż po śmierci Wietora w jego księgarni pozostało od 3000 do 4000 tomów, badaczom nie udało się jednak odnaleźć inwentarza, który pomógłby w weryfikacji tej informacji. Wiadomo, iż zaopatrywali się u niego inni krakowscy księgarze, sam drukarz jeździł też do Gdańska i Poznania, zapewne zabiegając o rozpowszechnianie własnej produkcji, ale być może także sprowadzanych książek. Niewątpliwie importował książki z Wiednia do Krakowa, możliwe, że pośredniczył na dużą skalę w dostarczaniu druków z oficyny Manucjusza. Utrzymywał kontakty z krajami niemieckimi (w samym Wiedniu z Winterburgiem, Singreniusem i braćmi Alantsee) i Węgrami, gdzie miał także swoich zagranicznych przedstawicieli.

#### Śmierć
Hieronim Wietor zmarł w 1546 lub 1547 roku. Dokładna data jego zgonu pozostaje nieznana. W źródłach ostatnia wzmianka o nim jako o osobie żyjącej pojawia się w Aktach Wikariatu Konsystorza Krakowskiego – w zapisce z 25 września 1546 roku zostaje nałożona na niego ekskomunika za zaleganie z opłatą za dom (coroczną, w wysokości dwóch grzywien dla altarysty ołtarza głównego kościoła Mariackiego). Na pewno nie żył 21 marca 1547 roku, kiedy to jego żona widnieje w dokumentach już jako wdowa.

## Życie prywatne
Wietor był dwukrotnie żonaty. Z pierwszego małżeństwa, z Apolonią, miał syna, Floriana (zm. 1532). Jego drugą żoną była Barbara, z którą doczekał się pięciu córek. Cztery spośród nich zmarły w dzieciństwie, tylko Zofia dożyła dojrzałości. Była dwukrotnie zamężna: z Bartłomiejem Gędźcą, introligatorem, sąsiadem rodziny, a po jego śmierci z Janem Wernerem lub Maciejem Przywileckim (obaj też byli introligatorami).
Mimo dużej energii i licznych kontaktów, Wietor nie zdobył tak dużego majątku jak inni współcześni mu drukarze. Zapewne sporo pieniędzy inwestował w swoją oficynę, ponosząc koszty wyposażenia, nabywania nowych czcionek czy wykonywania bogatej oprawy graficznej. Możliwe, że jego sytuacja (w tym czasowe problemy finansowe) była wynikiem braku zaangażowania w inne interesy, z których mógłby czerpać dodatkowe dochody. Mimo to udało mu się wejść w krakowskie środowisko umysłowe i artystyczne, do którego być może aspirował także dla podniesienia swojej pozycji społecznej. Obracał się w elicie intelektualnej miasta, możliwe, że dzięki związkom jeszcze z czasów studiów. Wedle przekazu Agrykoli młodszego odbywały się u niego spotkania towarzyskie, w rodzaju jakiś wieczorów muzycznych. Natomiast w jednym z listów Wojewódki do księcia Albrechta Wietor został scharakteryzowany jako drukarz staranny w swoim fachu, ale zarazem człowiek mrukliwy i mało przyjemny w obyciu.

## Spuścizna
Cały swój majątek Wietor zapisał żonie i córce. Po jego śmierci oficyna nie przestała istnieć, przejęła ją Barbara, stąd druki opatrywano napisem vidua Hieronymi Vietoris („wdowa Hieronima Wietora”). Ponownie wyszła za mąż za jednego z czeladników Łazarza Andrysowicza ze Strykowa, który ostatecznie przejął drukarnię (1550). Później dziedziczył ją syn jego i Barbary, Jan Januszowski.

## Osiągnięcia i znaczenie
Hieronim Wietor uznawany jest za najwybitniejszego polskiego drukarza I połowy XVI wieku, umiejętnie współdziałającego z humanistami, którego działalność można porównywać z wybitnymi drukarzami zachodniej Europy tej doby. W swojej krakowskiej oficynie wydał, na wysokim poziomie edytorskim i artystycznym, ponad 550 lub nawet około 613 tytułów – w obu przypadkach więcej niż którykolwiek z pozostałych drukarzy działających wówczas w Polsce. Jego drukarnia pracowała rytmicznie, wydając po 19–20 tytułów rocznie, objętości co najmniej 100 arkuszy, bez większych spadków czy przerw. Pewną zniżkę odnotowano dopiero w ostatnim roku życia Wietora.
Uznaje się go za „twórczego mistrza sztuki drukarskiej” i przyznaje pierwszeństwo w kilku spośród aspektów rozwoju druku w Polsce, takich jak:
- wprowadzenie włoskich czcionek Jensona i Manucjusza, które przyjęły się wśród innych drukarzy – wcześniej w użyciu były już kroje pism renesansowych, ale pochodzące z Niemiec, nie zaś bezpośrednio z Włoch[83];
- zastosowanie ruchomych czcionek nut menzuralnych, tak by można drukować pojedyncze nuty[84];
- druk pierwszej książki po grecku w Polsce (poemat Moschosa, 1524)[85];
- wprowadzenie renesansowego ornamentu ramki włoskiej o architektonicznej kompozycji (biały rysunek na czarnym tle)[86].

Przypisywano mu także wytłoczenie pierwszego druku o charakterze gazety, jak również próbę stworzenia, około 1520 lub 1522 roku, oryginalnej polskiej czcionki – ozdobnej kursywy dużego stopnia, przeznaczonej do składu przedmów i drobnych wierszy, która nie przyjęła się ze względu na zbyt dekoracyjny charakter. W rzeczywistość jednak była to czcionka opracowana przez Lodovico Vincentina z Rzymu. Oprócz tego wydał pierwsze na świecie drukowane teksty i książki po węgiersku, ponadto z jego oficyny wyszła pierwsza drukowana praca o historii Polski (kronika Miechowity).
Wietor był reprezentantem humanistycznego drukarstwa, który z powodzeniem wprowadził w Polsce renesansową estetykę książki, styl pracy i politykę wydawniczą. Działał z rozmachem i inicjatywą, wykazując szerokie horyzonty umysłowe, świadomie popierał i propagował humanizm. Odegrał ważną rolę w rozpowszechnianiu tego nurtu w północnej i środkowej Europie. W wydaniu Opus de conscribendis epistolis Erazma z 1523 roku, podpisał się, wraz z Markiem Szarffenbegiem, pod przedmową krytykującą scholastykę. Uzyskał rozgłos za granicą i cieszył się wśród polskich humanistów ugruntowaną sławą, był dobrze widziany w środowisku literacko-naukowych z racji swej działalności, jak i wykształcenia. Z oficyną Wietora związani byli wybitni pisarze tej doby, a on sam był ważną postacią życia umysłowego Krakowa, ale także Wiednia, odgrywał też ważną rolę w kontaktach obu tych ośrodków. Zapewne to jego osobę miał na myśli Krzycki w zdaniu ze swojego listu do Erazma z grudnia 1525 roku, w którym proponował mu przyjazd do Krakowa – „nie zabraknie również i Frobenów”.
Istotnym wyróżnikiem działalności Wietora była dbałość o staranną formę zewnętrzną drukowanych książek, wskazująca, iż przewyższał swoimi umiejętnościami innych krakowskich drukarzy. Wysoką jakość prezentowały używane przez niego czcionki, drzeworyty, farby i papier. Ponadto potrafił właściwie i harmonijnie dobierać elementy druków – ornamenty i inicjały dostosowane były do kroju czcionek oraz treści tekstu, zaś ilustracji nie rozmieszczał bezładnie, ponadto nie odstawały od siebie wartością artystyczną czy różną stylistyką.
Ważne są także jego zasługi dla polskiej kultury w zakresie rozwoju literatury w języku narodowym. Szacuje się, że zachowało się około 60 polskich tytułów, wytłoczonych w jego drukarni. Siedem spośród nich opatrzył przedmowami, w których podkreślał swoje zasługi na tym polu, bezinteresowność działalności, a zarazem chęć pielęgnowania języka polskiego, który do tej pory, według niego, nie był otoczony przez Polaków należnym szacunkiem. Najbardziej znana spośród nich jest przedmowa skierowana do Jana Tarnowskiego, kasztelana krakowskiego i hetmana wielkiego koronnego, w przekładzie traktatu Erazma Księgi, które zową język (1542). W dyskusjach badaczy nad kierującymi nim motywami, na podstawie tych tekstów, przyjmowano, iż Wietor działał z przywiązania do polskości, był świadomym obrońcą języka narodowego, który swoją pracą odwdzięczał się za przyjęcie w Polsce. Jednak za bardziej uzasadnione uznaje się stanowisko Tadeusza Ulewicza – według niego drukarz działał z powodu kalkulacji handlowej, chęci uzyskania sporych zysków, a jego przedmowy były zręcznym chwytem reklamowym. Nie można jednak tym samym Wietorowi odmówić zasług w propagowaniu polskiej literatury, możliwe, że pod wpływem krakowskiego środowiska umysłowego, które zyskało w nim energicznego współpracownika, bez którego tak szybko i skutecznie nie udałoby się rozpowszechnić polskich książek. Zaangażowanie w rozwój literatury w języku narodowym było zresztą często spotykane wśród drukarzy humanistycznych. Wietor miał też pewne zasługi w ustaleniu ortografii polskiej, zresztą w swoich przedmowach narzekał na trudności związane z brakiem określonych zasad na tym polu. Na tym polu działał wręcz jako pionier, choć możliwe, iż pomysły podsuwali mu współpracownicy, być może głównie Hieronim z Wielunia. Polsko-niemiecki samouczek z jego oficyny cieszył się sporą popularnością, tak że był jeszcze przez wiele lat wydawany w Królewcu, Gdańsku, Toruniu i Wrocławiu.

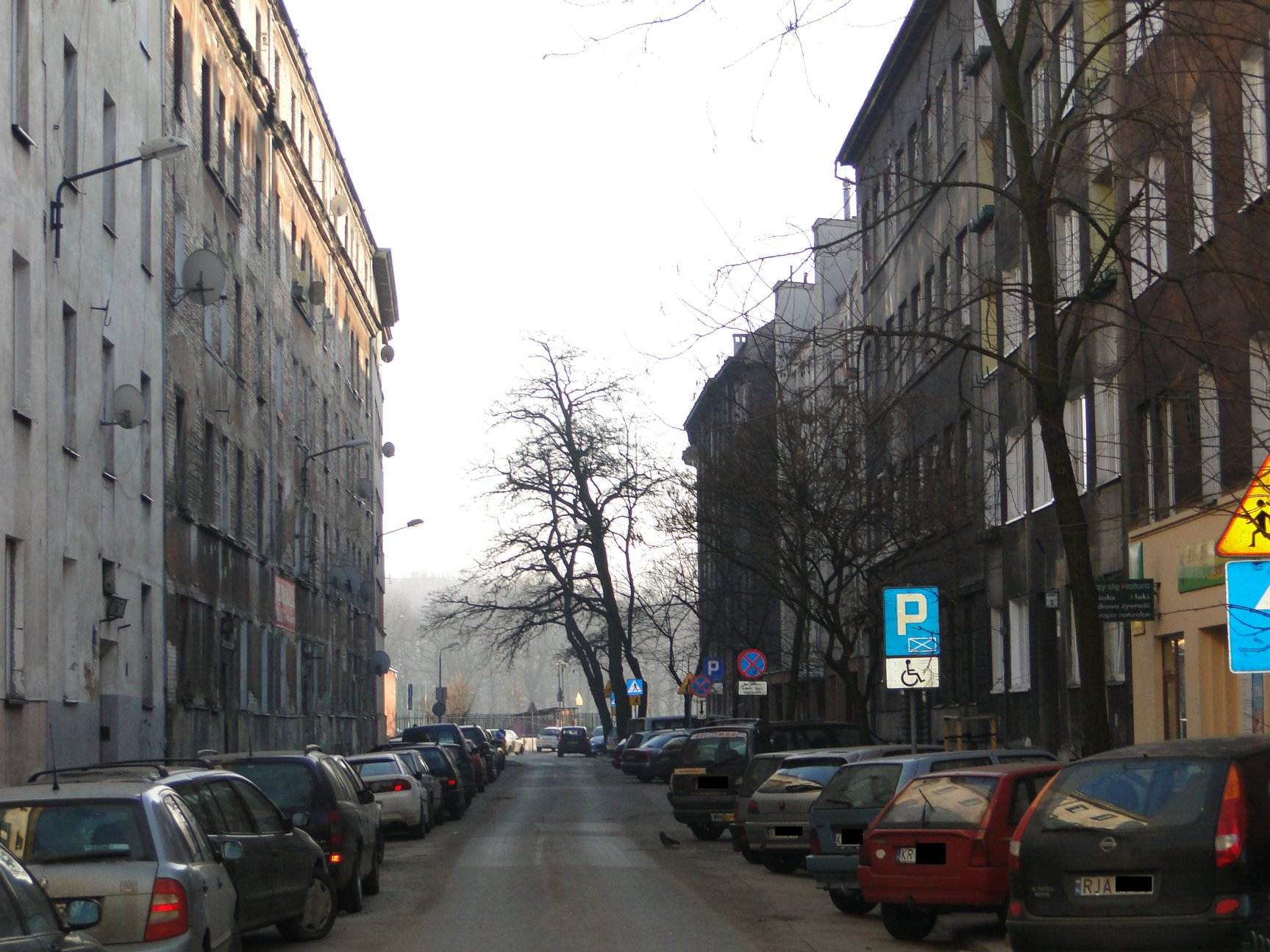
Ulica Hieronima Wietora w Krakowie (2011)

Sam drukarz miał świadomość znaczenia swojej pracy i jej jakości, choć zapewne w przedmowach przejaskrawiał zasługi, popadając w emfatyczny styl. Swój warsztat określał mianem Akademii, na wzór Neoakademii Manucjusza, a siebie samego łacińskim zwrotem chalcographus accuratissimus – „drukarz najstaranniejszy”.

## Upamiętnienie
Hieronim Wietor jest patronem ulicy w dzielnicy I, na Kazimierzu, która została wytyczona po I wojnie światowej, w latach 20., w pobliżu miejsca, gdzie znajdowała się Brama Skawińska i kościół św. Jakuba. Do 1966 roku nosiła nazwę „Skawińska Boczna”, po czym przemianowano ją na „Małgorzaty Fornalskiej”. Imię Wietora nadano w 1990 roku, trzymając się poglądu, iż w pobliżu działała jego drukarnia.